# S.P.A.C.E.
S.P.A.C.E. è il quinto album in studio del gruppo musicale Calibro 35, pubblicato nel novembre 2015 da Record Kicks

## Descrizione
Il disco, registrato a Londra negli studi Toe Rag utilizzando un procedimento completamente analogico, vede l'abbandono da parte della band dell'immaginario cinematografico e sonoro del poliziesco per avventurarsi invece nei territori della fantascienza.
Il materiale musicale spazia da influenze afrobeat ("Ungwana bay Launch Complex") a brani di classico stampo jazz funk ("Bandits on Mars") senza tralasciare l'identità cinematica di Calibro 35 nella suite "Universe of 10 Dimensions".

## Campionamenti
Nel 2023 "Universe of 10 Dimensions" è stata campionata da Sanity MC per il brano "Black Eye" featuring Kofi Stone

## Tracce
1. 74 Days After Landing – 1:59
2. S.P.A.C.E. – 3:49
3. Bandits on Mars – 3:17
4. Brain Trap – 1:01
5. Ungwana Bay Launch Project – 4:09
6. An Asteroid Called Death - 4:25
7. Thrust Force – 3:58
8. A Future We Never Lived – 3:02
9. Univers of 10 Dimensions – 6:05
10. Across 111th Sun – 3:12
11. Something Happened on Planet Earth – 4:44
12. Violent Venus – 2:52
13. Neptune – 0:26
14. Serenade for a Satellite – 2:53
15. Omicron Paradox - 4:26 (DELUXE EDITION - versione iTunes)
16. The Haploids - 2:15 (DELUXE EDITION - versione iTunes)